# 瑪麗鎮區 (明尼蘇達州諾曼縣)
瑪麗鎮區（英語：Mary Township）是位於美國明尼蘇達州諾曼縣的一個行政鎮區。

## 歷史
瑪麗鎮區於約1880年成立，得名自一早期定居者之妻瑪麗·托馬斯（Mary Thomas）。

## 地方資料
瑪麗鎮區的面積為91.91平方千米，當中陸地面積為91.23平方千米，而水域面積為0.68平方千米。根據2020年美國人口普查的數據，當地共有人口61人，而人口密度為每平方千米0.66人。